# 언프리티 소셜 스타
《언프리티 소셜 스타》(영어: Ingrid Goes West)는 2017년 8월 개봉한 미국의 코미디, 드라마 영화이다. 맷 스파이서가 감독과 공동 각본을 맡았다. 2017 선댄스 영화제 경쟁 부문 출품작이다.

## 출연

### 주연
- 오브리 플라자
- 엘리자베스 올슨

### 조연
- 오셔 잭슨 주니어
- 와이어트 러셀
- 빌리 매그너슨
- 폼 클레멘티에프
- 한나 펄 유트
- 메레디스 하그너
- 찰리 라이트

## 기타
- 라인프로듀서: 조엘 새딜렉
- 사운드슈퍼바이저: 론 벤더
- 미술: 수지 맨시니
- 세트: 소피아 마이돈
- 의상: 나탈리 오브라이언
- 배역: 저스틴 배델리
- 배역: 킴 데이비스-와그너